# Elio Crovetto
Elio Crovetto (Milano, 6 dicembre 1926 – Genova, 8 novembre 2000) è stato un attore italiano.

## Biografia
Da neonato si trasferì da Milano a Genova, città natale dei suoi genitori, dove frequentò l’Istituto Tecnico Vittorio Emanuele, iniziando a lavorare nel campo dello spettacolo: la sua carriera lo portò dalle prime esibizioni musicali all’avanspettacolo, poi alla prosa passando per la rivista: attore d'operetta a Trieste, lavorò nel teatro di rivista a fianco di Ugo Tognazzi (Siamo tutti milanesi, Marinai, donne e guai, La sceriffa, Fantasmi e ladri, Noi siamo due evasi, Pugni pupe e marinai, La vita agra, I giorni del commissario Ambrosio) , Walter Chiari (Gli imbroglioni), Fanfulla (La sceriffa, La banda del buco), , Macario (Lisa dagli occhi blu), le sorelle Nava (Scaramacai), Franco e Ciccio (Pugni pupe e marinai, Gli imbroglioni, Lisa dagli occhi blu, I due maghi del pallone, Ma che musica maestro, Paolo il freddo).
Esordì al cinema nel 1949 con la partecipazione al film Briscola, i ricchi e i poveri realizzato da Rossaldo, ma fu con il 1958 che la sua attività cinematografica di grande caratterista divenne regolare: specializzato in ruoli da comico caratterista, è stato impiegato in una cinquantina di film di vario genere dal musicarello, all'avventura, dalla parodia western alla commedia all'italiana o alla commedia erotica all'italiana. Ha lavorato anche nel cinema di produzione tedesca.
Viene ricordato particolarmente per il ruolo di "Bartolo il Monzese", assassino ergastolano effeminato nel film Delitto a Porta Romana, personaggio ricordato anche nel film del 2005 Il ritorno del Monnezza. In televisione, oltre che in spettacoli di fiction (anche a fianco di Ernesto Calindri, o in lavori per la televisione francese), è comparso in programmi televisivi di intrattenimento come Settevoci (1971-1972), a fianco di Pippo Baudo e Tuccio Musumeci. Ha inoltre partecipato a numerosi episodi della rubrica pubblicitaria televisiva su Rai1 Carosello.
Muore a Genova l'8 novembre 2000, un mese prima di compiere 74 anni.

## Filmografia

### Cinema
- Ricchi e poveri, regia di Aldo Rossi (1949)
- Siamo tutti milanesi, regia di Mario Landi (1953) - non accreditato
- Senso, regia di Luchino Visconti (1954) - non accreditato
- Marinai, donne e guai, regia di Giorgio Simonelli (1958)
- La sceriffa, regia di Roberto Bianchi Montero (1959)
- Fantasmi e ladri, regia di Giorgio Simonelli (1959)
- Noi siamo due evasi, regia di Giorgio Simonelli (1959)
- Il terrore dell'Oklahoma, regia di Mario Amendola (1959)
- Il terrore della maschera rossa, regia di Luigi Capuano (1959)
- La banda del buco, regia di Mario Amendola (1960)
- I soliti rapinatori a Milano, regia di Giulio Petroni (1961)
- Pugni pupe e marinai, regia di Daniele D'Anza (1961)
- Drakut il vendicatore, regia di Luigi Capuano (1961)
- Il medico delle donne, regia di Marino Girolami (1962)
- Gli imbroglioni, regia di Lucio Fulci (1963)
- La vita agra, regia di Carlo Lizzani (1964)
- Europa: operazione strip-tease, regia di Renzo Russo (1964)
- La Celestina P... R..., regia di Carlo Lizzani (1965)
- Per una valigia piena di donne, regia di Renzo Russo  (1965)
- Viaggio di nozze all'italiana, regia di Mario Amendola (1966)
- L'immensità (La ragazza del Paip's), regia di Oscar De Fina (1967)
- Don Giovanni in Sicilia, regia di Alberto Lattuada (1967)
- Il terribile ispettore, regia di Mario Amendola  (1969)
- Realtà romanzesca, regia di Gianni Proia (1969, se stesso)
- Lisa dagli occhi blu, regia di Bruno Corbucci (1969)
- Visone nero su pelle morbida, regia di Michael Thomas (1969)
- Gatta pericolosa, regia di Michael Thomas (1969)
- I due maghi del pallone, regia di Mariano Laurenti (1970)
- La ragazza del prete, regia di Domenico Paolella (1970)
- Quando gli uomini armarono la clava e... con le donne fecero din don, regia di Bruno Corbucci (1971)
- Ma che musica maestro!, regia di Mariano Laurenti (1971)
- Il furto è l'anima del commercio!?..., regia di Bruno Corbucci (1971)
- La bella Antonia, prima monica e poi dimonia, regia di Mariano Laurenti (1972)
- Le mille e una notte all'italiana, regia di Carlo Infascelli e Antonio Racioppi (1973)
- Sono stato io!, regia di Alberto Lattuada (1973)
- Paolo il freddo, regia di Ciccio Ingrassia  (1974)
- Ecco noi per esempio..., regia di Sergio Corbucci (1977)
- Orazi e Curiazi 3 - 2, regia di Giorgio Mariuzzo (1977)
- Non si può spiegare, bisogna vederlo, episodio di Per vivere meglio divertitevi con noi, regia di Flavio Mogherini (1978)
- Sabato, domenica e venerdì, regia di Castellano e Pipolo (1979)
- Il cappotto di Astrakan, regia di Marco Vicario (1980)
- Delitto a Porta Romana, regia di Bruno Corbucci (1980)
- Zucchero, miele e peperoncino, regia di Sergio Martino (1980)
- Ricchi, ricchissimi... praticamente in mutande, regia di Sergio Martino (1982) - non accreditato)
- Si ringrazia la regione Puglia per averci fornito i milanesi, regia di Mariano Laurenti (1982)
- Italian Fast Food, regia di Lodovico Gasparini (1986)
- I giorni del commissario Ambrosio, regia di Sergio Corbucci (1988)

### Televisione
- Scaramacai e l'isola beata (1963)
- I promessi sposi, regia di Sandro Bolchi (1967)
- La famiglia Benvenuti, regia di Alfredo Giannetti (1968, prima stagione, secondo episodio)
- Tredici a tavola, regia di Davide Montemurri (1968)
- Il mestiere di vincere (1968)
- La freccia nera, regia di Anton Giulio Majano (1968)
- Les grands détectives (1975, episodio Mission secrète)
- Les évasions célèbres (1981, episodio Le colonel Jenatsch)
- Beauty Center Show (Italia 1, 1983) - Qualche sketch
- Villa Arzilla, regia di Gigi Proietti (1990)
- Don Tonino, regia di Fosco Gasperi (1990, episodio Don Tonino e i trafficanti di morte)

## Teatro
- Le baruffe chiozzotte, di Carlo Goldoni, regia di Giorgio Strehler, prima al Teatro Lirico di Milano il 29 novembre 1964.

## Doppiatori italiani
- Renato Mori in La vita agra, Ecco noi per esempio..., Per vivere meglio, divertitevi con noi, Delitto a Porta Romana
- Sergio Tedesco in Pugni, pupe e marinai, I due maghi del pallone, Quando gli uomini armarono la clava e... con le donne fecero din-don
- Luigi Pavese in Il terrore dell'Oklahoma
- Bruno Persa in Gli imbroglioni
- Renzo Palmer in Il terribile ispettore
- Michele Gammino in Il furto è l'anima del commercio?!
- Sergio Graziani in La bella Antonia, prima monica e poi dimonia
- Franco Latini in Paolo il freddo
- Sergio Fiorentini in Sabato, domenica e venerdì
- Roberto Bertea in Il capotto di Astrakan
- Corrado Gaipa in Zucchero, miele e peperoncino
- Glauco Onorato in I giorni del commissario Ambrosio